# Гилле, Зигхард
Зигхард Гилле (нем. Sighard Gille; род. 25 февраля 1941, Айленбург) — немецкий художник, скульптор, фотограф и педагог.
В 1965—1970 годах учился в Высшей школе графики и книжного искусства у В. Маттойера и Б. Хайзига. В 1973—1976 годах продолжил обучение у Хайзига уже в Берлинской академии искусств. Преподаёт в Высшей школе графики и книжного искусства.
Представитель второго поколения Лейпцигской школы.
В 1979—1981 годах расписал потолок фойе современного здания лейпцигского концертного зала Гевандхауз. На 714 квадратных метрах потолочного пространства художник создал монументальное произведение «Песнь жизни» (Gesang vom Leben).
В 2016—2017 годах в Музее изобразительных искусств Лейпцига состоялась ретроспективная выставка художника.
Работы находятся в Галерее новых мастеров Государственных художественных собраний Дрездена, Музее изобразительных искусств Лейпцига, Музее Людвига в Будапеште и др.
Одной из основных тем художника является исследование общественных феноменов бывшей ГДР. Эта тема приобретает в творчестве Гилле весьма гротескное воплощение.